# Lucie Félix-Faure Goyau
Lucie Faure-Goyau, nacida el 4 de mayo de 1866 en Amboise y fallecida el 22 de julio de 1913 en París, fue una escritora, poetisa e intelectual francesa conocida por sus producciones literarias de carácter filosófico y religioso.    

## Biografía
Lucie-Rose-Séraphine-Élise Faure fue hija del Presidente de la República Félix Faure, y de Berthe Belluot. Tanto ella como su hermana Antoinette mantuvieron una amistad con Marcel Proust durante su juventud. Se habla incluso de un posible matrimonio entre Lucie y Marcel, proyecto que quedaría anulado tras el escándalo provocado por la muerte de Félix Faure. 
El 10 de noviembre de 1903, Lucie Faure contrajo matrimonio con el intelectual Georges Goyau, de treinta y cuatro años, en la iglesia de Saint-Honoré d'Eylau.
Junto con Apolline Gourlet, Lucie Faure fue fundadora en 1895 de la Liga fraternal de los niños de Francia, una institución benéfica centrada en la juventud. Asimismo, es autora de varias obras escritas bajo el nombre de "Lucie Félix-Faure Goyau", entre las que se incluyen una biografía de Eugénie de Guérin (À propos du centenaire d'Eugénie de Guérin, 1906), sus trabajos sobre Newman (Newman, sa vie et ses œuvres, 1901) o sobre la obra literaria de Dante (Les Femmes dans l’œuvre de Dante, 1902), así como una serie de obras de género ensayístico. Según Alphonse Seché (periodista, poeta, escritor y director de teatro francés, 1876-1964), estos trabajos "han podido revelar la enorme cultura filosófica de esta autora acerca del espíritu y el alma de, así como su profundo sentido y conocimiento de la belleza moral y literaria".
Fervientemente creyente y fiel a la iglesia católica, la mayoría de sus escritos tratan sobre temas religiosos, como la fe y la moral religiosa. Jurado del primer premio Femina en 1904, fue una mujer muy cultivada, apasionada del arte y conocedora de lenguas como el latín, el griego y el inglés; que consagró gran parte de su vida a viajar, lo cual le sirvió de inspiración a la hora de escribir.
Trabajadora incansable, figuró en numerosos periódicos y revistas de renombre de la época, como por ejemplo "la Revue des Deux Mondes", en la que se publicaron varios de sus poemas. Fue siempre una mujer muy discreta, distanciada de la vida pública, especialmente tras el nombramiento de su padre como Presidente de la República y su consecuente entrada al Elíseo, momento en que decidió relegarse voluntariamente a la sombra. Su objetivo principal fue estar en primera línea para una sola cosa: la caridad. Siendo desde el primer día la "administradora de la caridad" del Elíseo. Su literatura, fue reflejo de su caridad. Pudiendo trabajar con total independencia, sin la necesidad de tener que cuidar el resultado material de su obra, confirió siempre a la misma un fin puramente práctico, trabajando siempre con vistas a algo. Como dada su posición nunca necesitó nada para sí misma, su obra resultó ser una de las más altruistas de la literatura. Bondadosa, a la par que inteligente, Lucie Félix-Faure dividió toda su vida entre estudio y caridad.
La parte de su obra que no está consagrada a la defensa de los derechos de los niños o a mejorar la situación de las mujeres y, especialmente, la de las institutrices y de las que viven solas, está centrada en las más altas especulaciones sobre el espíritu. No es posible conocer bien la obra de Lucie Félix-Faure sin conocer su obra material: esa Liga de los niños de Francia, que nació en su despacho del Elíseo y se extendió por toda Francia. Pese a que la firma de Lucie Félix-Faure es unánimemente respetada, sus trabajos literarios son de una índole muy particular como para alcanzar la gran divulgación.

## Obras
- Une excursion en Afrique, Ludovic Baschet, 1888.[4]
- Promenades florentines, Le Havre impr. du journal "Le Havre", 1891.[5]
- Méditerranée, notes de voyages, 1896.
- Newman, sa vie et ses œuvres Newman, su vida y sus obras, 1901[6] / Newman, su vida y sus obras, Atlantida (Barcelona), 1950. (Traducción de J. Miquel i Macaya)
- Les Femmes dans l’œuvre de Dante, 1902.
- Méditerranée : l'Égypte, la Terre Sainte, l'Italie, ed. Félix Juven, 1903.[7]
- Nouvelles promenades florentines, éd. L. Gilbert Genève, 1904.[8]
- L’Arbre des fées, 1905.
- La Vie nuancée : France, Italie, Grèce, Recueil de poèmes, éd. Plon-Nourrit et Cie, 1905.
- À propos du centenaire d'Eugénie de Guérin, 1906
- Vers la joie. Âmes païennes, âmes chrétiennes : les tristesses de l'âme païenne, Christina Rossetti, Eugénie de Guérin, sainte Catherine de Sienne, 1906.
- Chansons simplettes pour les petits enfants, illustrations de Paul Helleu, éd. d'Art de la Phosphatine Falières, 1906.
- Carlo Gozzi et la Féerie vénitienne, 1910.
- La Vie et la Mort des fées, essai d'histoire littéraire, 1910.[9]
- Trois amies de Chateaubriand, 1911.
- Spectacles et reflets. L'Âme des enfants, des pays et des saints, 1912.
- Un consolateur et une consolée, esquisses d'âmes païennes, 1913.
- Visions mystiques dans l'Angleterre du Moyen Âge, 1913.[10]
- Choses d'âme : méditations, fragments de journal, prières, 1914.
- Christianisme et culture féminine. Sainte Radegonde. La culture de la femme au Moyen Âge. Les femmes de la Renaissance. Regards de femmes sur l'au-delà : sainte Gertrude, sainte Mechtilde. Le livre des recluses. Juliane de Norwich, 1914.[11]
- Un pressentiment païen du Calvaire, le "Prométhée" d'Eschyle, 1914.
- L'Évolution féminine. La femme au foyer et dans la cité, 1917.
- L'âme des enfants des pays et des saints : spectacles et reflets, éd. Perrin, 1924.[12]
- Frammenti, 1925.